# Dacus hardyi
Dacus hardyi är en tvåvingeart som beskrevs av Drew 1979. Dacus hardyi ingår i släktet Dacus och familjen borrflugor. Inga underarter finns listade i Catalogue of Life.